# Nationalpark Lovćen

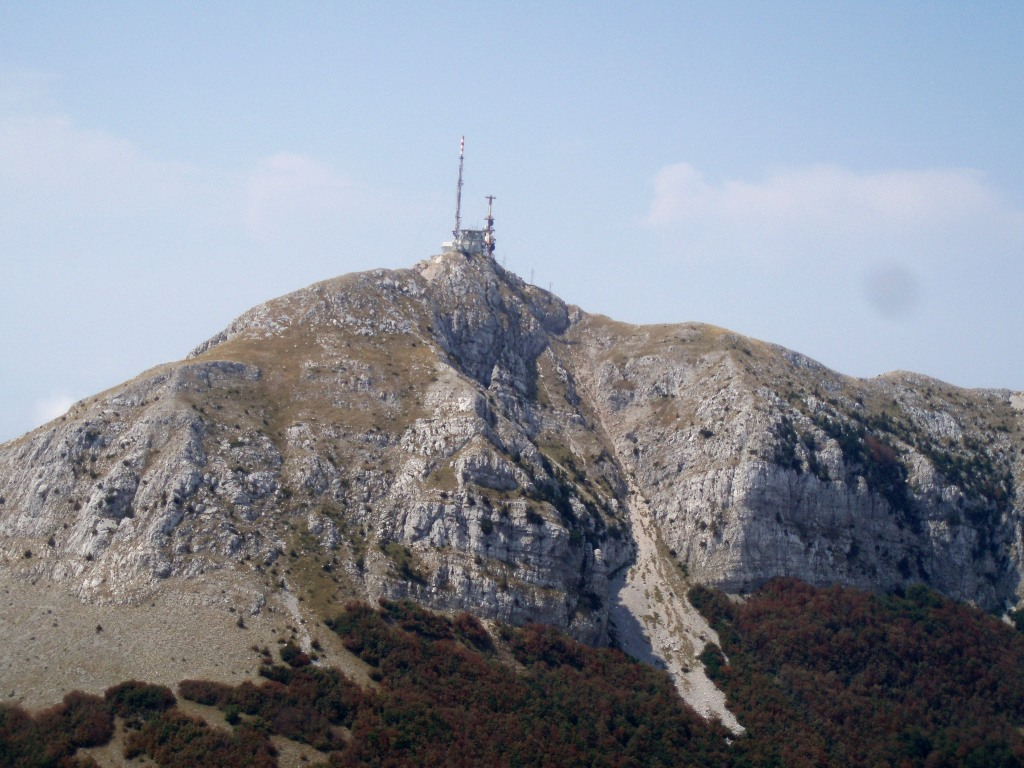
Gipfel des Štirovnik im Lovćen Massiv

Der Nationalpark Lovćen ist ein montenegrinischer Nationalpark, der das gleichnamige Gebirge in den Dinarischen Alpen umfasst.
Die Dinarischen Alpen erheben sich direkt an der Adria und steigen dann steil an. Der Park wurde 1952 eingerichtet. Er umfasst den zentralsten und höchsten Punkt des Lovćen-Bergmassivs und erstreckt sich auf 62,20 km². Höchster Punkt des Nationalparks ist der Gipfel des Berges Štirovnik (1749 m). Auf dem Gipfel stehen Sendeanlagen des montenegrinischen Rundfunks und er ist der wichtigste Sendestandort Montenegros. Neben der Bergvegetation wird auch das reiche historische, kulturelle und architektonische Erbe der Gegend bewahrt.
Der Lovćen ist sehr artenreich, so ist der Park die Heimat von z. B. mehr als 200 Vogelarten, u. a. von Adlern und Falken, und verschiedenen Eidechsen und Schlangen. In den dichten Wäldern leben große Säugetiere wie Rehe, Wildschweine, Wölfe und Bären.

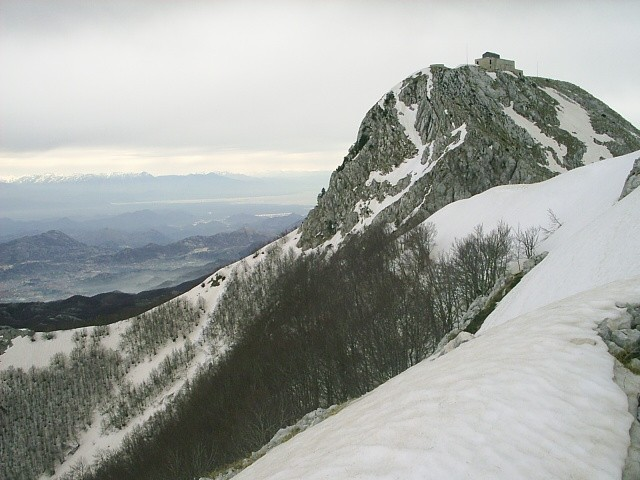
Njegošs Mausoleum auf Jezerski vrh
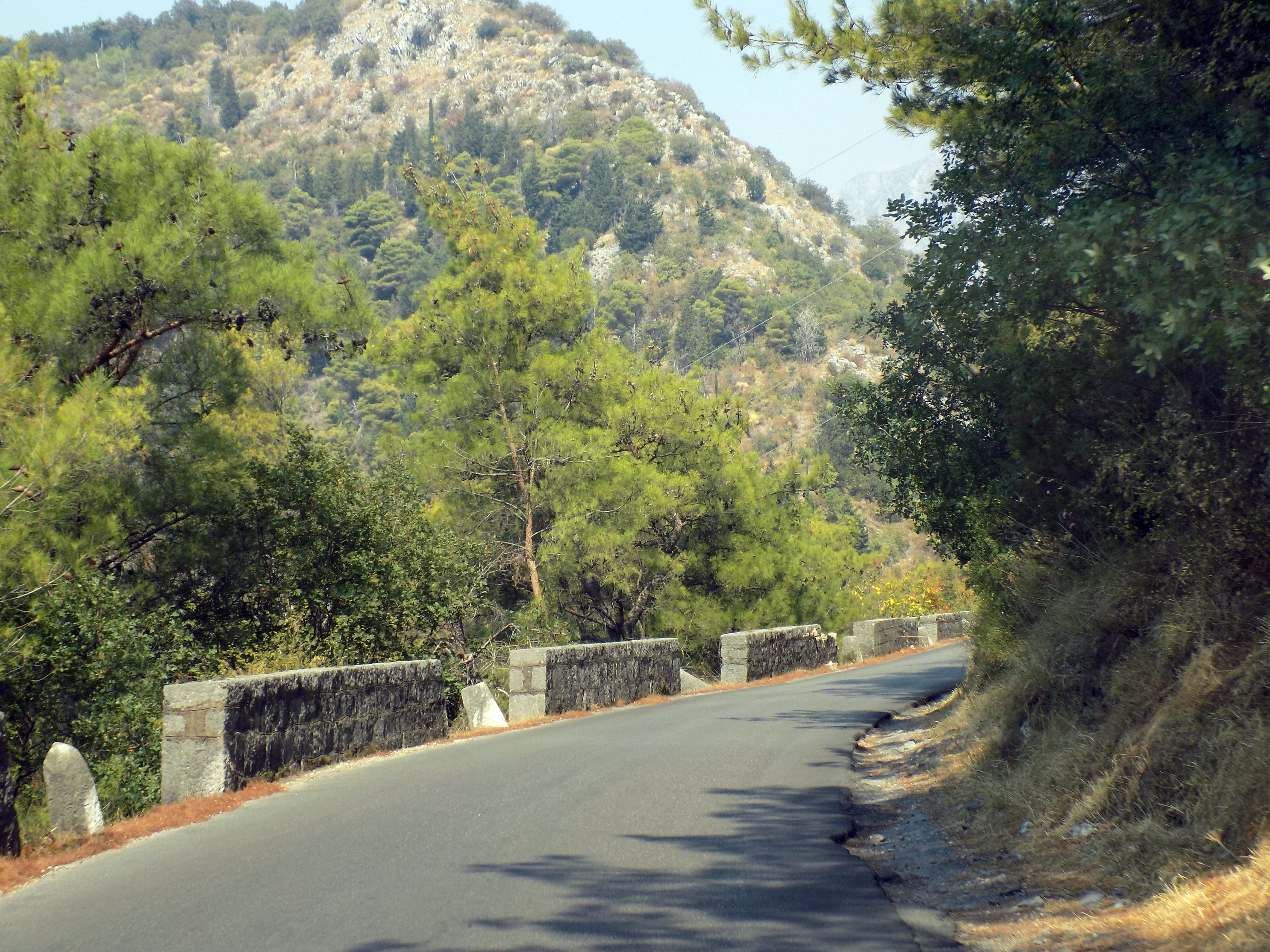
Die Straße Cetinje – Njeguši – Kotor, die älteste Straße Montenegros
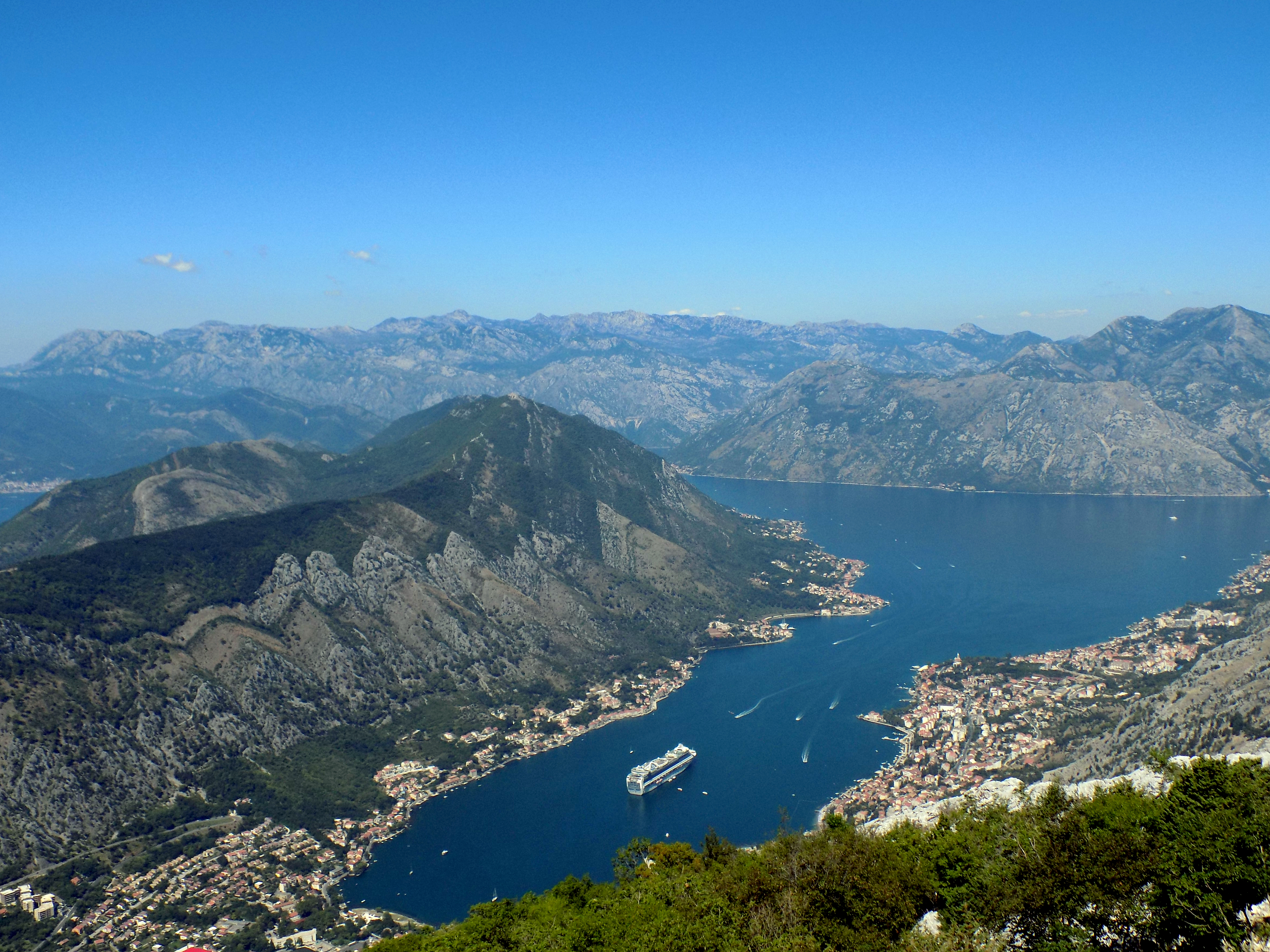
Blick von Lovćen auf die Bucht von Kotor
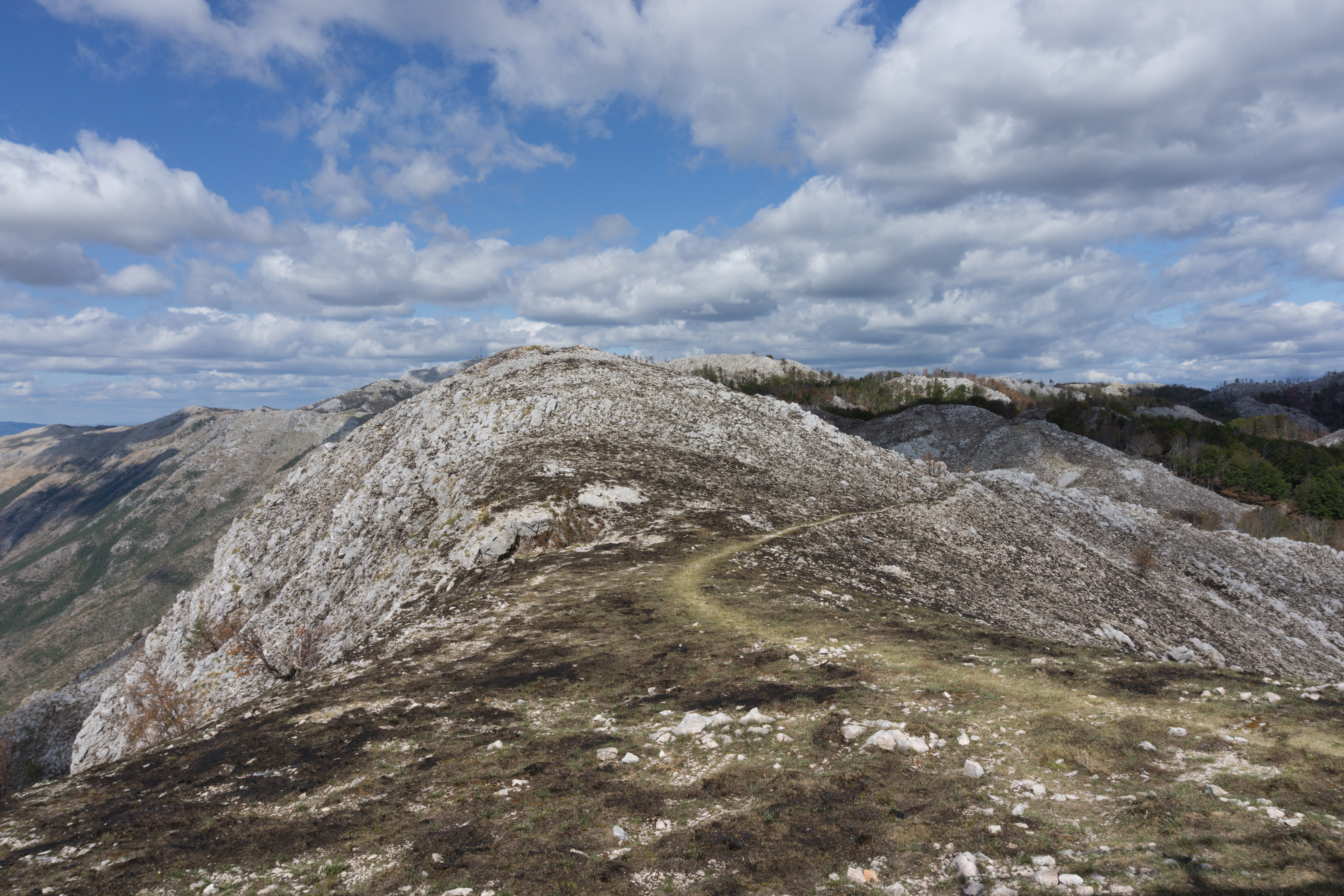
Spitze von Babina Glava
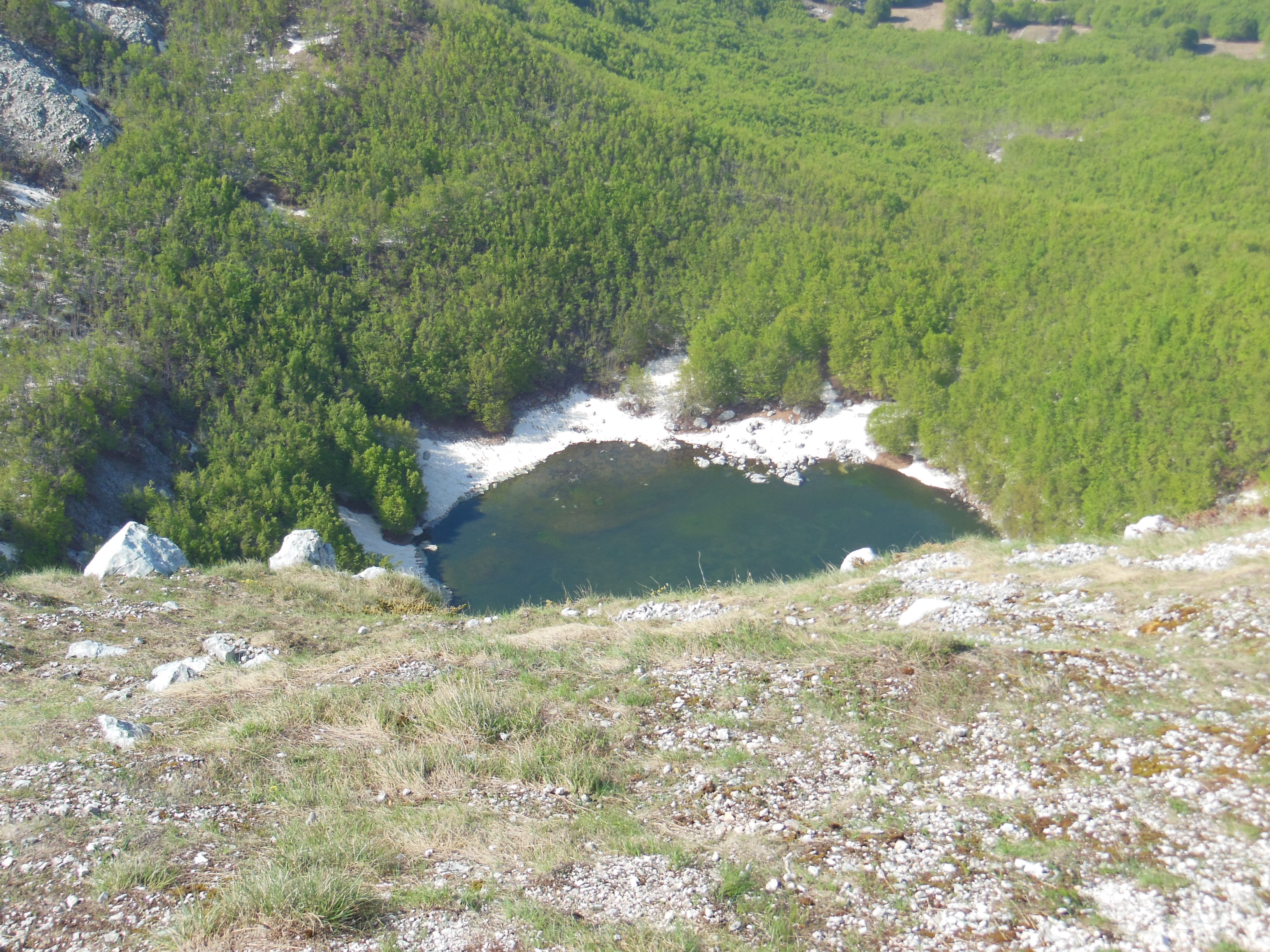
See im Park